# 766
766 (DCCLXVI) var ett normalår som började en onsdag i den julianska kalendern.

## Händelser

### Okänt datum
- Nicetas blir patriark av Konstantinopel.

## Födda
- 1 januari – Ali ibn Musa ar-Rida, muslimsk shiaimam.

## Avlidna
- Chrodegang, kyrkopolitiker av frankisk börd.